# 第37回アメリカスカップ
第37回アメリカスカップ（だい37かいアメリカスカップ、英語: 37th America's Cup）は、2024年8 - 10月にスペイン・バルセロナで開催されたヨットレースのシリーズ。

## 概要
前回大会（第36回アメリカスカップ）の勝者であるエミレーツ・チーム・ニュージーランドがホストを務める。開催地はバルセロナが選ばれ、2022年3月29日に公表された。
本大会ではルイ・ヴィトンが大会全体の冠スポンサーに復帰し、挑戦艇決定シリーズも前回の「プラダカップ」から従来の「ルイ・ヴィトンカップ」の名称に戻される。ルイ・ヴィトンカップの予選ラウンドロビンは8月29日にスタートし、その後準決勝・決勝を経て、アメリカスカップ本戦は10月12日 - 27日の開催予定とされた。

## レギュレーション

### ヨット
ヨットについては前回大会で採用された「AC75」をベースに改良が加えられた「AC75 Ver.2」が使用される。ただし今回大会では、新規に建造できるヨットは1艇のみとされる。またクルーの数も前回大会の11名から8名に減らされる。ヨット内の各種動力を確保する方法も、前回までの「腕でクランクを回す」方法から「自転車のように脚でペダルを漕ぐ」形に変わり、それに伴い従来の「グラインダー（glinder）」に代わって新たに「サイクラー（cyclor）」がクルーに加わる。このため各シンジケートは自転車競技（特にロードレース）の経験者を選手やコーチとして招き入れることになった。
一方でトレーニングや各種実験用ヨットとして新たに「AC40」が導入され、前哨戦シリーズ等で使用される。
前回大会に参加したシンジケートは、2022年9月17日まで（旧型を含めた）AC75での帆走は許されない。一方で新規シンジケートについては、既存シンジケートから旧型のAC75を購入し、2022年6月17日以降に20日間以内の帆走が許可される。

### 大会方式
ルイ・ヴィトンカップ予選については、防衛艇のエミレーツ・チーム・ニュージーランドも含む6シンジケートが総当たり戦を2回（全10戦）行う。防衛艇を除く上位4シンジケートが準決勝（5戦先取）に進み、勝者同士による決勝（7戦先取）を経て、決勝を制したシンジケートが挑戦艇となる。
アメリカスカップ本戦は7戦先取（最大13戦）で争われる。

## 参加シンジケート

### 防衛艇
- エミレーツ・チーム・ニュージーランド（ニュージーランド）

### 挑戦艇
- INEOS Britannia（イギリス）- 挑戦者代表（Challenger of Record）[3]
- アリンギ・レッドブル・レーシング（スイス）[6]
- ルナ・ロッサ・プラダ・ピレリ・チーム（イタリア）[7]
- ニューヨーク・ヨットクラブ アメリカン・マジック（アメリカ合衆国）[8]
- オリエント・エクスプレス・レーシング（フランス）[9]

ルイ・ヴィトンカップは、決勝でINEOS Britanniaがルナ・ロッサを7 - 4で下し挑戦艇となったが、アメリカスカップ本戦は防衛艇のエミレーツ・チーム・ニュージーランド（ETNZ）が7 - 2でINEOSを下しカップを防衛。ETNZはアメリカスカップ3連覇を達成した。